# Дикусаров, Владимир Григорьевич
Владимир Григорьевич Дикусаров (23 ноября 1927, г. Луганск — 27 ноября 2005) — советский украинский партийный деятель, первый секретарь Черновицкого обкома КП Украины (1972-1985), первый секретарь Хмельницкого обкома КП Украины (1985-1990). Депутат Верховного Совета СССР: Совета Союза от Черновицкой области (9—10 созыв, 1974—1984), Совета Национальностей от Украинской ССР (11 созыв, 1984—1989).

## Биография
Выпускник Львовского зооветеринарного института, позднее окончил Заочную высшую партийную школу при ЦК КПСС.
1945-1947 — заведующий зооветеринарным пунктом (Ворошиловградская область)
1947-1948 — заведующий зооветеринарным участком (Закарпатская область)
1948-1951 — 2-й секретарь Воловецкого окружного комитета ЛКСМ Украины (Закарпатская область)
1951-1954 — инструктор Закарпатского областного комитета КП(б) - КП Украины
С 1954 по 1962 г. - секретарь Тячевского районного комитета КП Украины (Закарпатская область), 2-й секретарь Тячевского районного комитета КП Украины (Закарпатская область).
С 1962 — 1-й секретарь Мукачёвского районного комитета КП Украины (Закарпатская область)
В 1962-1963 — секретарь комитета КП Украины Мукачёвского производственного колхозно-совхозного управления (Закарпатская область)
В 1963-1966 — 1-й секретарь Мукачёвского районного комитета КП Украины (Закарпатская область)
В 1966-6.1972 — 2-й секретарь Закарпатского областного комитета КП Украины
6.1972-8.1.1985 — 1-й секретарь Черновицкого областного комитета КП Украины
13.2.1976 - член ЦК КП Украины
4.1.1985-9.2.1990 — 1-й секретарь Хмельницкого областного комитета КП Украины
Член Центральной избирательной комиссии по выборам в Верховный Совет Украинской ССР
Весной 1989 года избран народным депутатом СССР от Волочисского территориального избирательного округа № 532 Хмельницкой области.
На этом посту характеризовался как человек достаточно требовательный и даже жёсткий, но при этом достаточно гибким, а в отношениях с «верхами» всегда знал своё место. Так, в разгар перестройки Дикусаров постоянно отмечал, что необходимо предоставить широкие возможности для проявления самостоятельности, предпринимательства и собственной инициативы, открыть дорогу различным формам хозяйствования, в том числе частным подсобным хозяйствам, агроцехам промышленных, строительных и других неаграрных производств. 12 января 1990 года зарегистрирован кандидатом в депутаты областного Совета по Слободско-Рихтовскому избирательному округу №78. 31 января 1990 года состоялось заседание бюро обкома Компартии, на котором было рассмотрено заявление В.Г. Дикусарова с просьбой освободить его от обязанностей первого секретаря обкома Компартии в связи с уходом на пенсию. Бюро обкома приняло решение обсудить этот вопрос на пленуме 9 февраля 1990 года. 8 февраля снял свою кандидатуру как кандидат в депутаты областного Совета.
2.1990 — на пенсии. Проживает в городе Киев.

## Награды
- 2 ордена Ленина (24.12.1976; 21.11.1987)
- орден Октябрьской Революции (08.12.1973)
- орден Трудового Красного Знамени (27.08.1971)
- 2 ордена «Знак Почёта» (26.02.1958; 22.03.1966)
- медали